# Социалистическая еврейская рабочая партия
Социалистическая еврейская рабочая партия (СЕРП, идиш סאָציִאַליסטישע ייִדישע אַרבעטער פּאַרטײ‎ (Социалистишэ йидишэ арбэтэр партэй), назывались также «сеймовцами» или «сеймистами») — левая политическая партия еврейского населения Российской империи.

## История
Первая попытка создания СЕРП относится к декабрю 1905 года, когда за границей состоялась конференция еврейских интеллигентов из группы «Возрождение» (образована в 1903 г.) и представителей ряда кружков поалейционистов-территориалистов. Организационному комитету, избранному на конференции, было поручено созвать Учредительный съезд новой партии. Однако обострившиеся разногласия не позволили быстро осуществить объединение разнородных политических сил. И только в апреле 1906 г. произошло окончательное оформление СЕРП на I съезде, избравшем ЦК и принявшем Программу партии (составлена по поручению съезда ЦК). На этот раз основное ядро новой партии составили: группа, вышедшая из Сионистско-социалистической рабочей партии, и настроенное проэсеровски крыло организации «Возрождение». Лидерами и теоретиками партии стали немарксистские социалисты Х. О. Житловский и М. Б. Ратнер. 
По некоторым данным, весной 1906 г. СЕРП насчитывала в своих рядах примерно 13 тысяч членов и действовала в основном в районах Южной и Юго-Западной России. Уже в октябре 1906 г. члены партии приняли активное участие в революционных выступлениях в Екатеринославе и Ростове-на-Дону, в Севастопольском восстании. Её идеологи объявили партию «рабочей партией», заявили о своей приверженности «социализму и идее классовой борьбы», оформили федеративные связи и вступили в постоянный блок с Партией социалистов-революционеров. Это помогло привлечь им в ряды СЕРП некоторое число представителей еврейской интеллигенции, студенчества, рабочих.
Члены партии активно проявили себя в Революция 1905—1907 гг. Их участие отмечается в руководстве стачками, в коалиционных комитетах различных социалистических партий, в организации отрядов самообороны, в профсоюзном движении. По данным Отчета ЦК СЕРП Штутгартскому конгрессу II Интернационала (1907 г.), численность партии к осени 1906 года возросла до 15-16 тысяч человек (по другим подсчетам около 7 тысяч членов). 
По инициативе и под руководством организаций СЕРП в 20-ти городах России были проведены экономические стачки, в которых участвовало до 60 тысяч рабочих. Их результатом стало временное улучшение условий труда еврейского пролетариев за счет снижения продолжительности рабочего дня на разных предприятиях до 8-12 часов и повышения зарплаты в 4-5 раз. В это же время в различных городах России (Вильно, Витебск, Екатеринослав) активно заявили о своем существовании боевые отряды (дружины) партии, формировавшиеся на базе членов партии и беспартийных (суммарная численность самообороны СЕРП в 1906-1907 гг. 8 тысяч человек). Тогда же члены СЕРП входили в коалиционные комитеты с представителями других партий в таких городах, как Харьков, Павлоград, Мариуполь, Черкассы, Витебск. В Екатеринославе члены СЕРП не смогли попасть в местный коалиционный комитет (из-за противодействия бундовцев), но тут же организовали еврейский Совет рабочих депутатов, представлявший интересы нескольких тысяч рабочих-евреев. 
В профсоюзном движении СЕРП выступала как против нейтральности, так и против партийности профсоюзов, и считалось, что под влиянием этой партии находятся 25 профсоюзов. В 1906 г. три представителя СЕРП участвовали в работе Всероссийского съезда приказчиков и один делегат — в работе съезда печатников. Заметной была роль серповцев и в студенческом движении. Пытались они наладить и литературно-издательскую деятельность партии. Первоначально все периодические издания СЕРП издавались только на русском языке (5 сборников «Возрождение» и 2 сборника «СЕРП»); зимой 1906 г. в Вильно стал выходить на идише двухнедельный, а затем и еженедельный орган партии — «Фолк-сштимме» («Голос народа», издавался с 11 декабря 1906 г. по 17 августа 1907 г., вышло 16 номеров). К этим изданиям вскоре добавились многочисленные воззвания и брошюры серповцев как на русском языке, так и на идише.
СЕРП бойкотировала выборы в первую Государственную думу, но отказалась от тактики бойкота летом 1906 г. Это позволило им в процессе избирательной кампании по выборам во вторую Государственную думу выставить самостоятельного кандидатов в Подольской, Екатеринославской, Витебской, Волынской и Могилевской губернии. В основе их избирательной тактики лежала поддержка эсеров против Бунда и сионистов-социалистов. В 1906-07 гг. СЕРП довольно резко отмежевалась от бундовцев и от сионистов-социалистов. Первые, по мнению лидеров партии, «игнорировали политические и экономические интересы еврейского пролетариата, неразрывно связанные с его национальной проблемой». Вторые же вообще отрицали «наличность национальных интересов у еврейского пролетариата в России» и признавали «возможность коалиции с буржуазией в области территориалистической политики». 
Эти сюжеты разбирались и в программе СЕРП (принята в апреле 1906 г.). Её содержание определяли три главных принципа: социализм как конечная цель еврейского рабочего движения, революционная борьба против самодержавия и территориализм — создание самостоятельного еврейского государства в Палестине. Важное место в программе занимал аграрный вопрос, который рассматривался как самостоятельная проблема социалистической теории и практики. Вторым принципиальным вопросом серповцы считали национальный. Они резко критиковали национальную программу и кадетов, и социал-демократов и отстаивали принцип федерализма. Будучи сторонниками национально-политической автономии, они включали в её компетенцию и организацию общественного призрения, и здравоохранение, и распространение среди еврейского населения сельскохозяйственных знаний, и организацию потребительских и производственных товариществ, и разрешение проблем еврейской эмиграции, и организацию статистики по всем вопросам еврейской жизни. Необходимость «национально-культурной автономии» для евреев СЕРП обосновывала наличием своеобразной социально-экономической структуры, особого уклада политической и культурной жизни еврейского гетто, неготовностью еврейского населения перейти к высшим формам производства, вытеснением еврейской мелкой буржуазии из всех сфер экономики и в конечном счете потребностью в «территории концентрации евреев». 
В области государственного устройства СЕРП требовала созыва национального учредительного собраний и формирования экстерриториальных национальных сеймов, которые будут удовлетворять культурно-хозяйственной потребности той или иной нации. Еврейский национальный сейм должен был стать также инструментом регулирования еврейской эмиграции и способствовать её концентрации на свободной территории (ввиду того, что программа СЕРП созыву еврейского национального сейма придавала очень большое значение, то членов этой партии часто называли «сеймовцами» или «сеймистами»). Единицей национального самоуправления для еврейского населения на местах СЕРП объявляла «кагал» — еврейскую общину, «в состав которой входят все члены еврейского национального союза, живущие в пределах данной, точно очерченной в административном отношении местности». По мнению серповцев, именно общины должны были стать ареной классовой борьбы. За этим неизбежно должна была последовать демократизация общинных советов и вся жизнь общин, и образованы областные союзы еврейских общин. 
Несмотря на весьма категоричное отношение к другим еврейским социалистическим партиям в 1906-1907 гг., именно СЕРП в годы реакции выступила сторонницей объединения всех еврейской партий. Её лидеры теперь стали утверждать, что идея массовой еврейской эмиграции в Палестину и программа Бунда не только не противоречат друг другу, но взаимно дополняют друг друга. Серповцы приняли активное участие в межпартийной конференции, созванных в Чикаго и Антверпене в 1908 г., и разработке платформы, соединяющей все еврейские рабочие партии. Полоса реакции сыграла свою роль, и в СЕРП началась массовая эмиграция членов партии, разрушение её организаций.
Февральская революция вывела СЕРП из подполья. Стремясь расширить своё влияние на массы, серповцы в мае 1917 г. объединились с сионистами-социалистами. На совещании Центрального совета СЕРП и ЦК партии сионистов-социалистов был выработан договор, в котором указывалось, что «объединенная партия будет добиваться для еврейского народа в России национальной автономии, а с точки зрения окончательного разрешения еврейской проблемы, она признает территориализм». Вопрос о путях, ведущих к осуществлению идеи создания самостоятельного еврейского государства оставался открытым. 
Окончательное слияние и создание Объединенной еврейской социалистической рабочей партии санкционировал съезд, состоявшийся в августе 1917 г. ЦК ОЕСРП был составлен из 11 сионистов-социалистов и 10 серповцев. Новая партия пользовалась весьма незначительным успехом у части интеллигентов, мещан и др. ОЕСРП поддерживала Временное правительство, но в ней были и представители, выступавшие против коалиции с буржуазией и участвовавшие в практической работе вместе с большевиками. 
После Октября 1917 г. одна часть «объединенцев» выступила в роли явных противников большевиков и приняла активное участие в вооруженной борьбе противоборствующих сторон в различных частях страны. Другая, восприняв коммунистические идеалы как руководство к действиям, весной 1919 г. объединилась с левыми бундовцами и создала Объединенную еврейскую коммунистическую рабочую партию, влившуюся осенью того же года в состав Компартии Украины. В Белоруссии левые объединенцы вошли в состав Еврейской коммунистической партии, переименованной затем в Коммунистический Бунд.

## Источник
- Политические партии России: конец XIX — первая треть XX века. М., 1996.